# Nīk Pey
Nīk Pey (persiska: نيک پی, نيك پَی) är en ort i Iran.   Den ligger i provinsen Zanjan, i den nordvästra delen av landet, 300 km väster om huvudstaden Teheran. Nīk Pey ligger 1 397 meter över havet och antalet invånare är 427.
Terrängen runt Nīk Pey är kuperad västerut, men österut är den platt. Nīk Pey ligger nere i en dal.Runt Nīk Pey är det ganska glesbefolkat, med 47 invånare per kvadratkilometer. Närmaste större samhälle är Esfajīn, 13,3 km sydost om Nīk Pey. Trakten runt Nīk Pey består i huvudsak av gräsmarker.